# Tratado de Vöslau
El Tratado de Vöslau fue un pacto de cooperación firmado el 26 de agosto de 1867 en Bad Vöslau, Imperio Austrohúngaro y propuesto por el Ministro de Exteriores de Grecia: Charilaos Trikoupis con la firma de Petros Zanos y el Príncipe Miguel III de Serbia. El tratado era una alianza entre Grecia y los reinos y principados de los Balcanes frente al Imperio Otomano.
Sin embargo, el pacto jamás entró en vigor a causa del atentado contra Miguel III.